# Leigh Halfpenny
Stephen Leigh Halfpenny (Swansea, 22 de diciembre de 1988) es un jugador galés de rugby que se desempeña mayormente como fullback. Actualmente juega en el Harlequins FC de Inglaterra. Representó a Gales a nivel internacional entre 2008 y 2023, y fue convocado por los British and Irish Lions para las giras a Sudáfrica 2009 y Australia 2013. Fue nominado a Mejor Jugador del Mundo en el 2013.

## Trayectoria
Halfpenny es de Gorseinon, dentro  de Swansea, y es un alumno de la escuela primaria de Pontybrenin, así como en la comprehensive school Penyrheol.
Leigh Halfpenny actualmente estudia geografía física en la Universidad de Aberystwyth.
Fue contratado de joven por el Neath Swansea Ospreys y jugó la temporada 2005–2006 con los Ospreys U18s. Halfpenny luego se entrenó con Neath RFC durante la temporada 2006–2007, antes de firmar por los Cardiff Blues y debutar contra el Ulster en el Ravenhill Stadium en mayo de 2008, marcando tres conversiones en una victoria de 17 a 26.
El 18 de abril de 2009, marcó dos ensayos para los Cardiff Blues en la final de la EDF Energy Cup, una victoria 50–12 sobre Gloucester en Twickenham.
En enero de 2014, el jugador confirmó que había firmado un contrato por dos temporadas con el equipo Rugby-Club Toulonnais. Sin embargo, una dislocación de hombro producida en el partido contra la selección de Inglaterra en el Torneo de las Seis Naciones de 2014 junto con una posterior lesión en la ingle retrasaron su incorporación al club francés, lo que provocó el enfado de su presidente Mourad Boudjellal, que amenazó con la cancelación del contrato del jugador. Finalmente, Halfpenny hizo su debut con el RC Toulonnais el 12 de octubre de 2014.
En julio de 2024 se unió al Harlequins FC.

## Selección nacional

### Primeros años
Anterior internacional por Gales Under 20, fue seleccionado en octubre de 2008 para la selección nacional para la serie de los internacionales de Otoño.
Halfpenny debutó con Gales a la edad de 19 años en su primer partido de los internacionales de otoño contra los campeones mundiales, Sudáfrica, el 8 de noviembre de 2008. Marcó sus primeros puntos para Gales con un lanzamiento de penalti en un partido que acabó con derrota 15–20. Marcó sus dos primeros ensayos en su segundo partido contra Canadá el 14 de noviembre.
El 22 de abril de 2009, Halfpenny fue incluido en la gira de los British and Irish Lions por Sudáfrica a celebrar en mayo de 2009.
Jugó el partido contra Free State Cheetahs el 6 de junio.
Fue elegido como un n.º 14 de comienzo para el Seis Naciones de 2009 contra Escocia, el 8 de febrero, y de nuevo el 14 de febrero contra Inglaterra. Marcó un ensayo en cada partido y lanzó un penalti contra Inglaterra. Sus puntos supusieron la diferencia entre los dos equipos. Luego jugó contra Francia en un partido que Gales perdió 21–16 en Saint-Denis. Warren Gatland luego quitó a Halfpenny en la victoria 20–15 contra Italia, pues Warren Gatland experimentó con el ala Mark Jones.
Halfpenny fue una pieza clave en el equipo de Gales para las siguientes dos campañas pero constantemente lo asediaron las lesiones. El entrenador Warren Gatland tenía fe en Halfpenny, y el ala de los Blues hizo bastante para abrirse paso en el equipo de Gales para la Copa Mundial de Rugby 2011. Durante la Copa del Mundo, Halfpenny impresionó en muchas posiciones, particularmente como zaguero. Después de la expulsión de Sam Warburton en la semifinal contra Francia, Halfpenny asumió la posición de zaguero y produjo una de las mejores actuaciones en la Copa Mundial. Fue también en este partido que Halfpenny se convirtió en la primera elección como pateador, por delante de los aperturas Rhys Priestland y James Hook. Halfpenny intentó un penalti de casi 43 metros que habría hecho ganar el partido a Gales. Sin embargo, se le quedó corto por unos centímetros.
Durante el Seis Naciones, Halfpenny cimentó su lugar como zaguero y se convirtió en uno de los jugadores destacados del torneo, acabando como el máximo marcador del torneo. Algunos de sus puntos fueron decisivos. Estando por detrás de Irlanda 21-20 en el minuto 80, Halfpenny envió un penalti que dio a Gales la victoria 23-21, y posteriormente completó otros 4 penaltis y una conversión cuando Gales derrotó a Inglaterra. Luego, en el partido final contra Francia, Gales se vengó de la derrota en la Copa del Mundo con una victoria 16-9, con Halfpenny convirtiendo otros tres penaltis más y una conversión.
En el partido final de la serie de Test de Invierno de 2012 contra Australia Halfpenny sufrió una lesión en el cuello mientras intentaba parar un ensayo victorioso. Lo llevaron al hospital pero le dieron el alta al día siguiente sin ningún daño serio. A pesar del ensayo australiano, Halfpenny ya había sido considerado el "Hombre del partido".

### Torneo de las Seis Naciones de 2013
En el primer partido del campeonato el 2 de febrero de 2013, Halfpenny logró el segundo ensayo para Gales en su derrota 22-30 frente a Irlanda en el Millenium Stadium; además, marcó un golpe de castigo y logró dos transformaciones. La semana siguiente consiguió ser considerado Hombre del partido cuando Gales derrotó a Francia 6-16 en París. Realizó tres golpes de castigo y una transformación. De nuevo dos semanas después en Roma cuando Gales derrotó a Italia 9-26, fue elegido Hombre del partido por la televisión italiana. Realizó cuatro golpes de castigo y dos transformaciones.
En la cuarta jornada País de Gales acudió a Murrayfield para su choque contra Escocia, y lo ganó 18 a 28 en un duelo de pateadores, logrando Leigh Halfpenny 23 puntos, realizando siete golpes de castigo y una transformación.
En el partido decisivo contra Inglaterra, en el que Gales consiguió triunfar 30-3 y así hacerse con el torneo, Halfpenny abrió el marcador transformando un golpe de castigo, transformando otros dos más en el primer tiempo, con lo que dominó el duelo de pateadores en la primera parte. Ya en el segundo tiempo, logró otro golpe con el que en el minuto 52 del partido ya estaban por delante más de siete puntos. Sin embargo falló la conversión del primer ensayo de Cuthbert. En el segundo ensayo, no falló y logró la conversión.
El legendario jugador galés Gareth Edwards considera que Halfpenny "ha sido el hombre del torneo sin nadie que se le acerque a la manera en la que ha jugado". También ha logrado el mayor número de puntos (74) con un 81% de acierto en los golpes de castigo.
Con más de 80.000 personas votando en una lista de 15 jugadores ha sido elegido Jugador del Torneo, con el 40% de los votos totales.

### 2013-2023
Halfpenny fue seleccionado para la Gira de la Selección de rugby de los Leones Británico-irlandeses 2013 como uno de los tres zagueros elegidos, junto con Stuart Hogg y Rob Kearney. Leigh jugó los tres test-matchs, resultando elegido jugador de la serie, y superando los récords de puntos anotados por un jugador (hasta entonces en posesión de Neil Jenkins), así como el de puntos anotados en un partido.
Seleccionado para la Copa Mundial de Rugby de 2015, causó baja tras la lesión sufrida en partido contra Italia el 5 de septiembre, previo al campeonato, por sufrir una rotura de ligamento. Se calcula que estará de baja seis meses.

## Palmarés y distinciones notables
- Campeón del Torneo de las Seis Naciones 2012 y 2013
- Seleccionado por los British and Irish Lions para las giras de 2015 y 2017 en Australia y Nueva Zelanda[22]